# Товстянка альпійська
Товстянка альпійська (Pinguicula alpina L.) — вид комахоїдних трав'янистих рослин з роду товстянка (Pinguicula) родини пухирникових (Lentibulariaceae).

## Загальна біоморфологічна характеристика

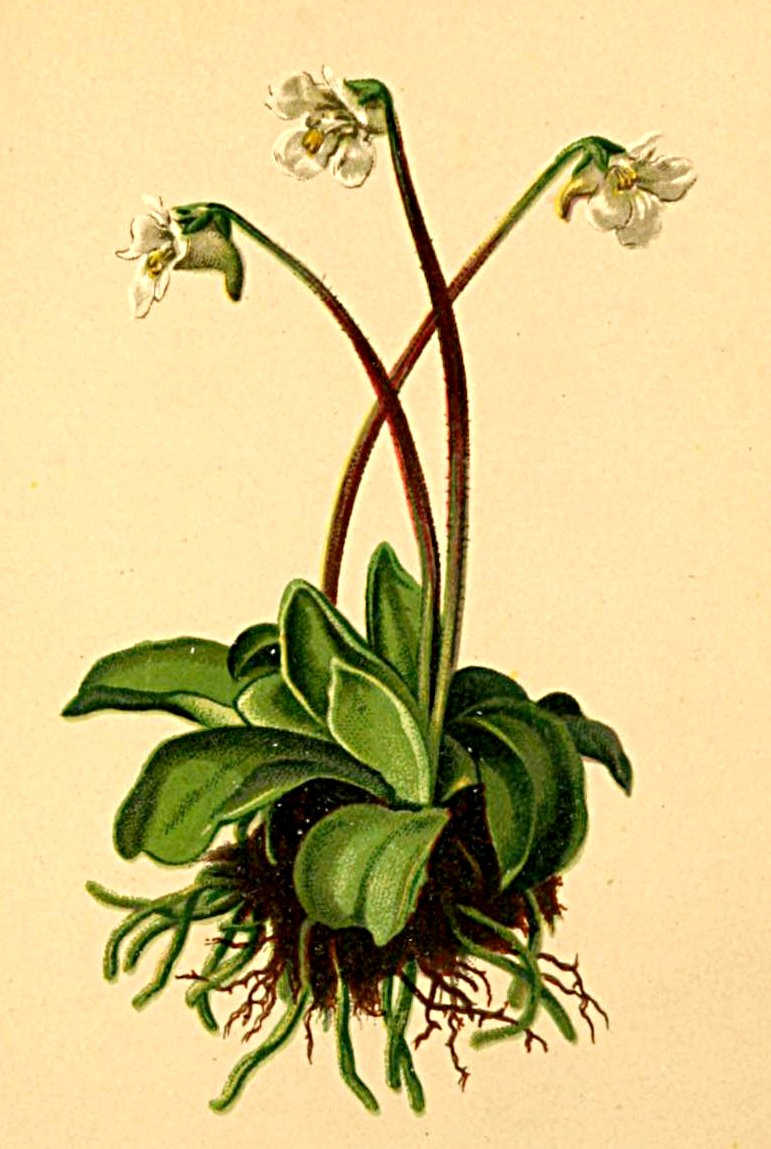
Ілюстрація товстянки альпійської у виданні Антона Гартінгера «Atlas der Alpenflora» («Атлас альпійської флори»)

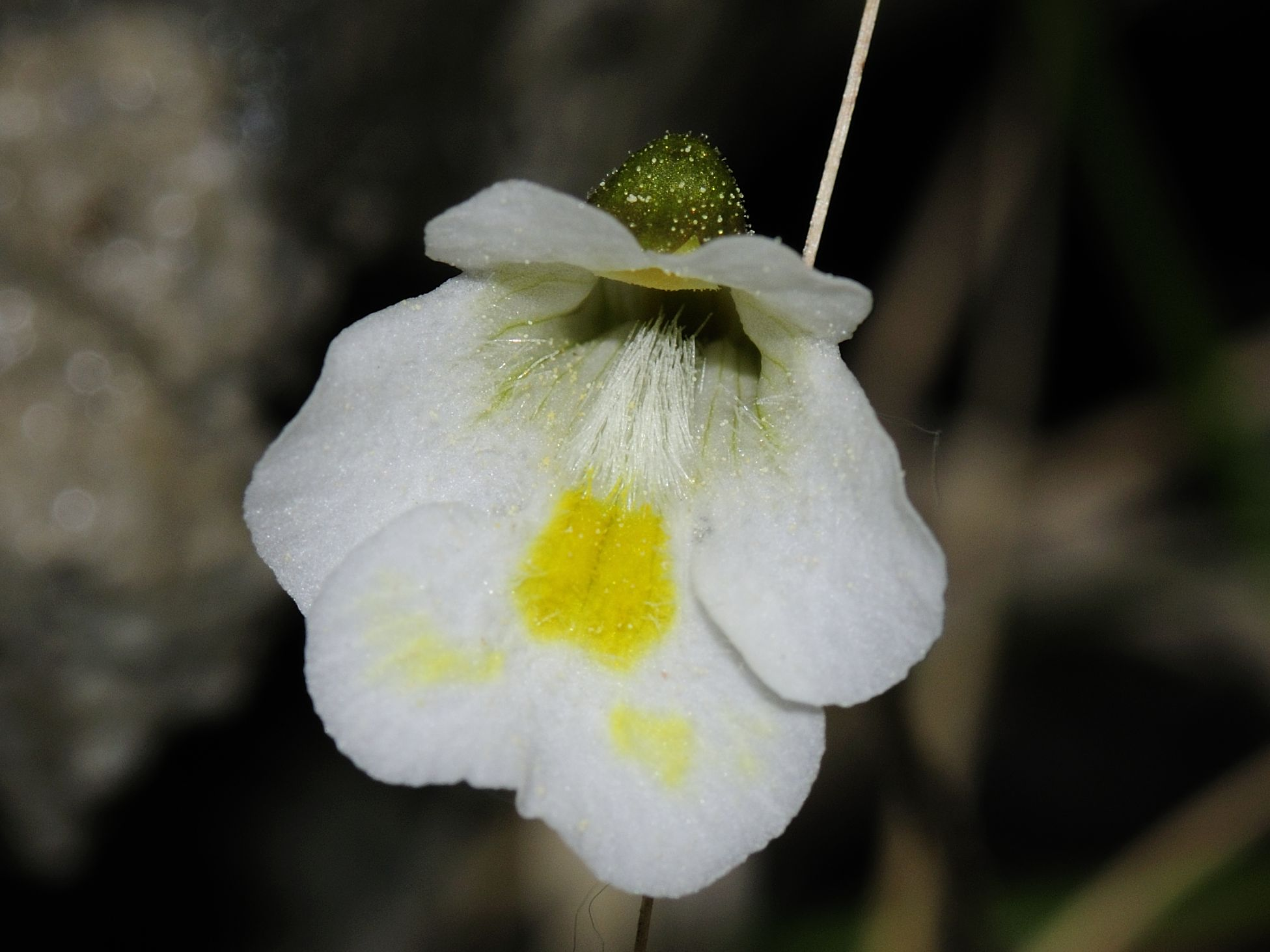
Квітка товстянки альпійської

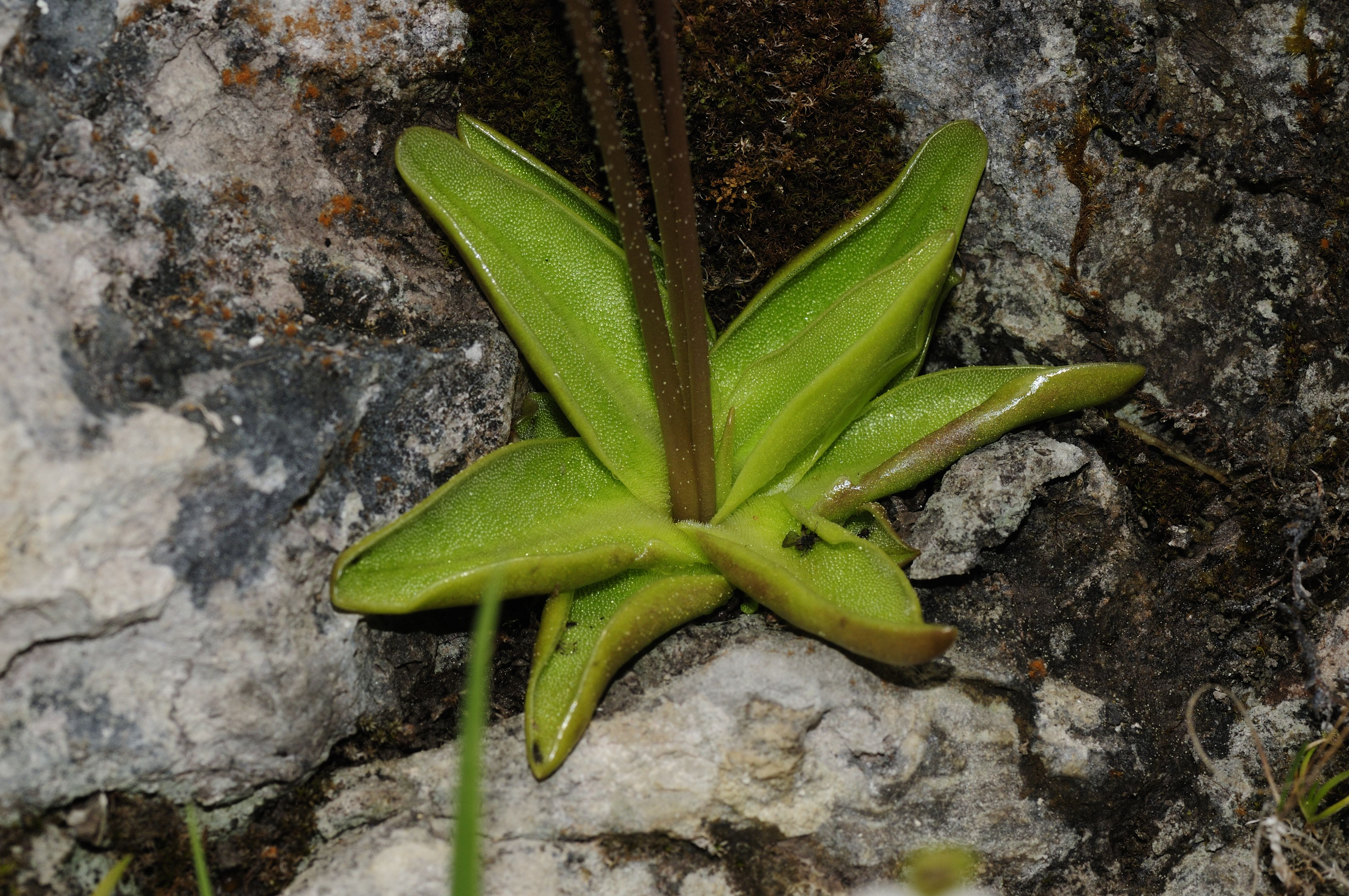
Листя товстянки альпійської

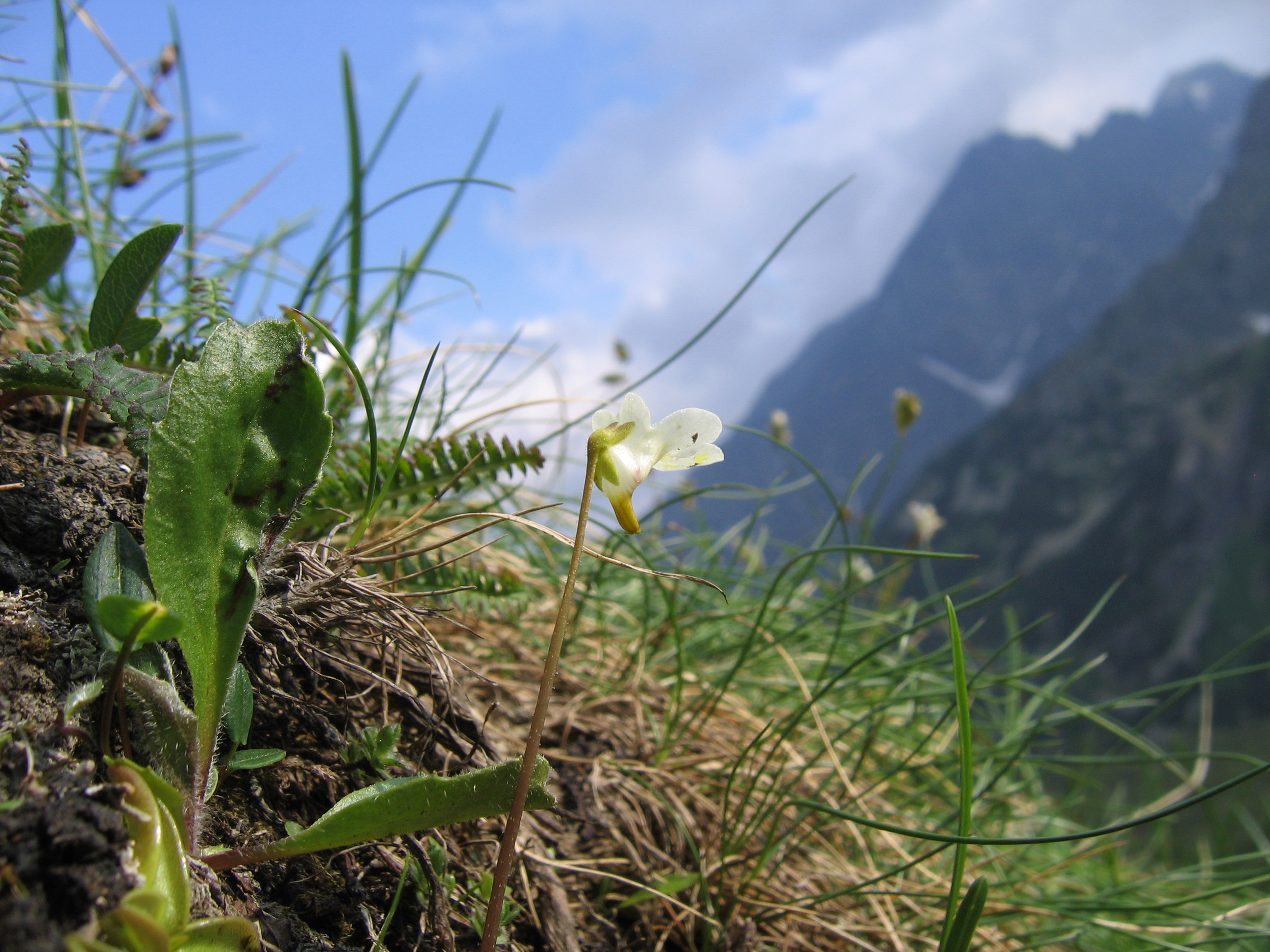
Товстянка альпійська в Татрах (Словаччина)

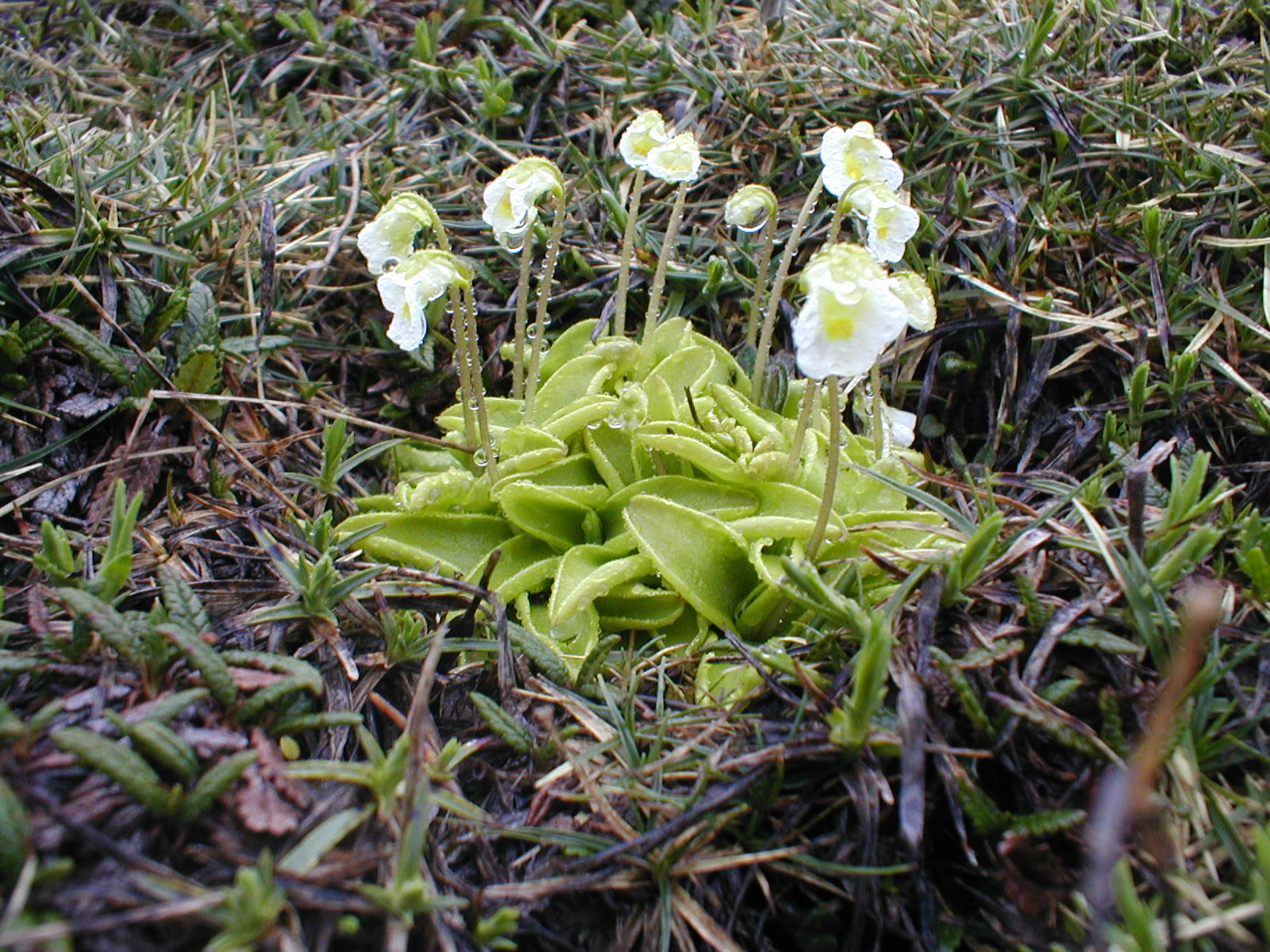
Товстянка альпійська в Словенії поблизу Триглава

Гігрофіт, гемікріптофіт. Багаторічна трав'яна комахоїдна рослина 5–15 см заввишки. Корінь стрижневий, коричневий, у верхній частині з мочками жовтуватих придаткових коренів, що розвиваються щорічно разом з новою розеткою листя. Стебло одиничне або в числі 2, рідко 3–5, розсіяно залозисто запушене, густіше в нижній частині і під квіткою. Листя в числі 7–13 в прикореневій розетці, товстуваті, дуже крихкі, сидячі, 1,5–4 см завдовжки, 0,5–1,5(2) см завширшки, жовтувато-зелені, з дещо загорнутими на верхню сторону краями, цілокраї, довгасто-еліптичні, тупі, знизу голі, зверху по всій поверхні запушені двома видами волосків: поблизу основи і вздовж центральної жилки простими, на решті частини булавоподібними залозистими волосками. Квітки білі або злегка жовтуваті; чашечка розсіяно залозиста, з довгастими, до верхівки звуженими, гоструватими лопатями, верхня губа її 3-лопатева, з дрібними лопатями близько 2 мм завдовжки, нижня губа дволопатева, віночок білий, з жовтуватими плямами біля основи нижньої губи, іноді зовні розсіяно залозисто волосистий, 8-15 мм завдовжки (разом зі шпорцем); лопаті верхньої губи на верхівці округлі, середня лопать нижньої губи більша від бічних, на верхівці усічена, зрідка з неглибокою виїмкою, з 1–3 жовтими плямами і борідкою волосків, спрямованих всередину квітки; шпорець конічний, на кінці тупий, короткий (коротше половини віночка), спрямований вниз і вперед вигнутий, оранжево-жовтий, усередині залозистий; зав'язь залозисто запушена. Цвіте з кінця травня до кінця липня. Плодоносить у липні-серпні. Коробочка розсіяно залозиста, довгасто-яйцеподібна, догори сплощена, двогранна, тупа, 5-7 мм завдовжки, відкривається 2 зубцями. Насіння коричневі, 1 мм завдовжки, вузько еліптичні, дрібно сітчасті, на кінці з придатком. Розмножується насінням.

## Поширення
Поширена від тундрової зони до півночі лісової зони і в межах від гірськотундрового до гірськолісового поясу гір Євразії (від Ісландії до Східного Сибіру).

## Поширення в Україні
В Україні ареал охоплює Закарпатську, Івано-Франківську та Чернівецьку області. Рослини цього виду зустрічаються у високогір'ї Українських Карпат — на масиві Свидовець (гори Близниця та Драгобрат), масиві Чорногора (гори Петрос, Говерла і Піп-Іван, урочище Примаратик), в Чивчинських горах (гори Гнатася, Чорний Діл, Чивчин).
Більшість популяцій займають невеликі площі. Кількість особин від 10 до 50-70, лише окремі популяції (Чорний Діл) налічують понад 100 особин.

## Екологія
Росте переважно у вологих і перезволожених місцях, часто на крейдяних ґрунтах, по сирих скелях, на мохових, задернованних і незадернованних берегах різних водойм, на болотах в кислому болотистому ґрунті, на мілкоземі кам'янистих розсипів, по берегах струмків, у снігових плям, рідше в заболочених лісах. Опускається водотоками до 1000 м над рівнем моря.

## Охорона
Занесена до Червоної книги України — природоохоронний статус: рідкісний. Рослини страждають віл руйнування і трансформації екотопів внаслідок випасання худоби, рекреаційного навантаження та заліснення. Охороняється у Карпатському національному природному парку, Карпатський біосферний заповідник, ландшафтному заказнику «Чивчино-Гринявський» (Івано-Франківська область), пам'ятці природи «Білий Потік» (Чернівецька область).
Також входить до Червоних книг Латвійської і Естонської Республік та Східної Фенноскандії.
В Російській Федерації занесена до регіональних Червоних книг наступних регіонів:
- Архангельської області
- Тюменської області
- Свердловської області
- Ханти-Мансійського автономного округу
- Республіки Карелія
- Ненецького автономного округу
- Ямало-Ненецького автономного округу

## Вирощування
Товстянку альпійську можна вирощувати в суміші з однієї частини вапняного гравію (від 0,5 до 4 мм) і однієї частини торфу або в суміші з однієї частини торфу, двох частин перліту і однієї частини вермикуліту.
Насіння потрібно витримувати при холодних температурах від −10 °C до 0 °C протягом від 8 до 12 тижнів, щоб воно проросло. Навесні, коли температура піднімається, і ґрунт починає відтавати, насіння повинно бути захищене від цвілі, так поміщене на яскравому сонячному місці. Зазвичай насіння починає проростати з березня по травень. Ґрунт повинен бути завжди дуже вологим.
Після першої зими рослини повинні бути розділені, щоб не росли занадто близько один до одного. Товстянка альпійська формує зимові бруньки, як й інші рослини помірних і холодних широт. Коріння рослини дуже тендітне. Якщо під час пересадки зламати занадто багато коренів, можна втратити рослину. Цей вид потребує холодної зимівлі.